# Raión de Kiliya

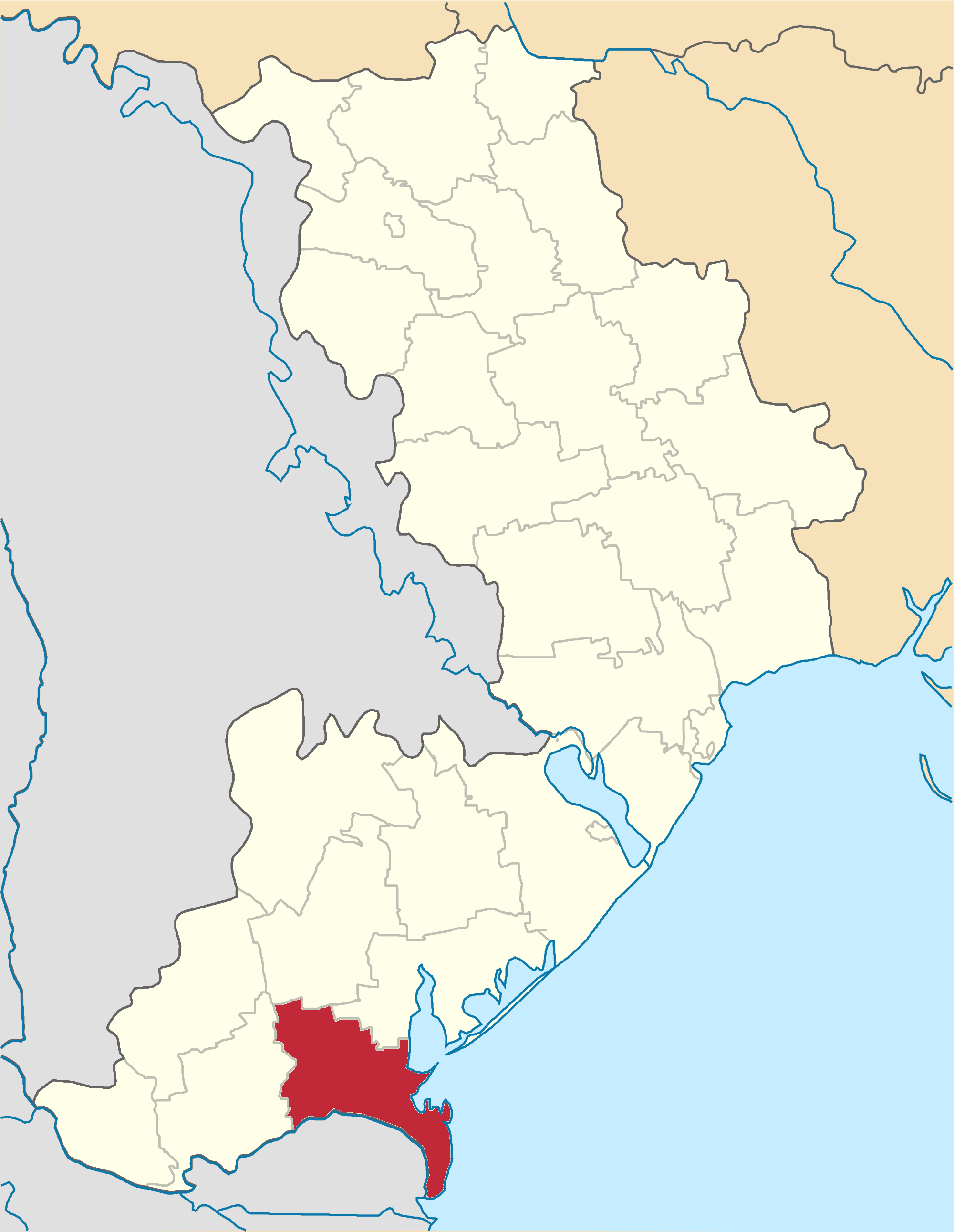
Localización del Raión de Kiliyá en el óblast de Odesa

El Raión de Kiliyá (ucraniano: Кілійський район) es un distrito del óblast de Odesa en el sur de Ucrania. Su centro administrativo es la ciudad de Kiliyá.
Tiene una superficie de 1.359 km² y, según el censo de 2001, tiene una población de aproximadamente 60.000 habitantes.

## Localidades
- Bile

- Chervony Yar

- Desantne
- Dmýtrivka
- Dzynilor

- Furmánivka

- Kiliyá

- Liski

- Myrne

- Mykoláivka
- Novomykoláivka
- Novosélivka

- Pomazany
- Prymorske
- Pryozerne

- Shevchénkove
- Stari Trojany

- Trudove

- Vasílivka
- Výlkove